# Попара, Павле
Павле Попара (серб. Павле Попара; род. 20 мая 1987, Крагуевац) — сербский футболист, полузащитник.

## Карьера
Воспитанник школы белградского «Партизана». За основной состав родной команды не провёл ни одного матча. Выступал в различных командах Греции и на Кипре. С 2008 по 2013 год защищал цвета софийской «Славии». Затем играл в Польше и США.